# كليمنس بيرغر
كليمنس بيرغر (بالألمانية: Clemens Berger)‏ هو كاتب نمساوي، ولد في 20 مايو 1979 في Güssing ‏ في النمسا.